# Смирнов, Александр Илларионович
Алекса́ндр Илларио́нович Смирно́в (годы жизни неизвестны) — советский футболист, защитник, тренер.
Был играющим тренером «Динамо» Ташкент. В 1937 году, когда команда дебютировала в соревнованиях команд мастеров, в первенстве группы «Г» провёл семь матчей. В Кубке СССР 1939 года под руководством Смирнова команда дошла до полуфинала, где уступила ленинградскому «Сталинцу» 0:3. Сведений о дальнейшей судьбе нет.